# JR貨物EH200形電気機関車
EH200形電気機関車（イーエイチ200がたでんききかんしゃ）は、日本貨物鉄道（JR貨物）が2001年から運用する直流電気機関車。

## 概要
中央本線・篠ノ井線・上越線などの勾配線区で使用されてきた EF64形基本番台の取替えおよび同形式の重連運転解消を目的として開発された。粘着性能と牽引力を確保するため、EH500形と同じ2車体連結の8軸駆動（H級）とされ、これまでEF64形を重連としていた運用に単機で充当できる。現在使用されている電気機関車の中で最大級のパワーを誇る。
愛称は一般公募により2003年3月に「ECO POWER ブルーサンダー」と命名された。

## 構造
外観は車体前面が25度傾斜した直線基調のデザインで、外部塗色は濃淡ブルー＋灰色、運転室側扉はカラシ色（黄緑色）。車体は耐寒耐雪構造となっている。
制御装置は東芝製IGBT素子を使用した3レベルVVVFインバータ制御装置（1,700V - 1,200A）を搭載し、EH500形で実績のある高速トルク制御（ベクトル制御）や、1台のインバータで1台の主電動機を個別に制御する1C1M方式を採用した。これにより、25‰勾配上で1,100tの引き出しが可能。
1時間定格出力565kWのFMT4かご形三相誘導電動機を吊り掛け式で8基搭載し、機関車全体で4,520kWの1時間定格出力を確保しているが、本形式は短時間最大定格出力を5,120kWと設定することでEF64形の重連相当の性能を確保している。
台車には、軸梁式軸箱支持機構を備えたFD7系空気ばね式ボルスタレス台車を搭載する。これはEF210形などで採用実績のあるもので、台車軸距が2,500mm、車輪径が1,120mmとなっている。1エンド側から、FD7J・FD7K・FD7L・FD7Mとなっている。
制動方式は自車に電気指令式空気ブレーキを採用しており、併用して発電ブレーキを停止と抑速の際に使用する。編成に対しては自動空気ブレーキを採用し、電磁指令装置も装備する。
補機類や計器類の電源を供給する補助電源装置は、1エンド側車体にIGBT素子を使用した210kVAの容量を持つ3レベル静止形インバータ（SIV・三相交流440V・60Hzを出力）を1基搭載する。走行用のVVVFインバータ装置と一体型のデュアルモード方式で、補助電源用の静止形インバータに異常が発生した場合、走行用のVVVFインバータを補助電源用（CVCF、定電圧定周波数）に切り替える。

## 形態区分

### 試作機（901号機）
2001年6月20日に東芝府中事業所で落成し、高崎機関区に新製配置された。各種試験に供され、2002年10月2日より中央本線・篠ノ井線で営業運転を開始した。
正面窓にセンターピラー（中桟）があり、サイドピラーは幅広のものが設けられている。また、正面窓のワイパーは量産車とは異なる形状のものが採用されている。車体側面向かって右側にJRFロゴが描かれ、愛称ロゴはない。側面のナンバー表示は各車体の中央寄りにある。パンタグラフはシングルアーム式のFPS-4形で、関節部が車端側に向いて設置されている。
2018年に第2全検に入り、同年9月14日に大宮車両所を出場したが、側面のJRFロゴが消された。

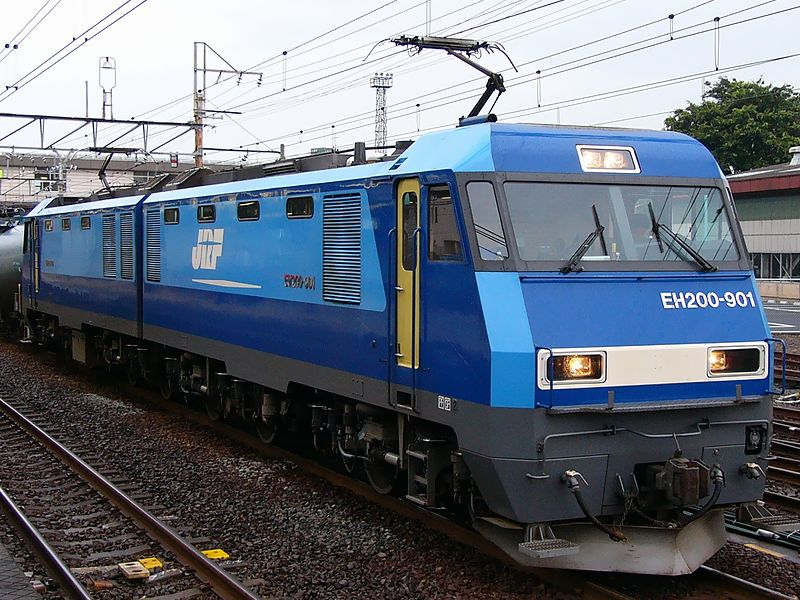
落成時の901号機（2004年6月）
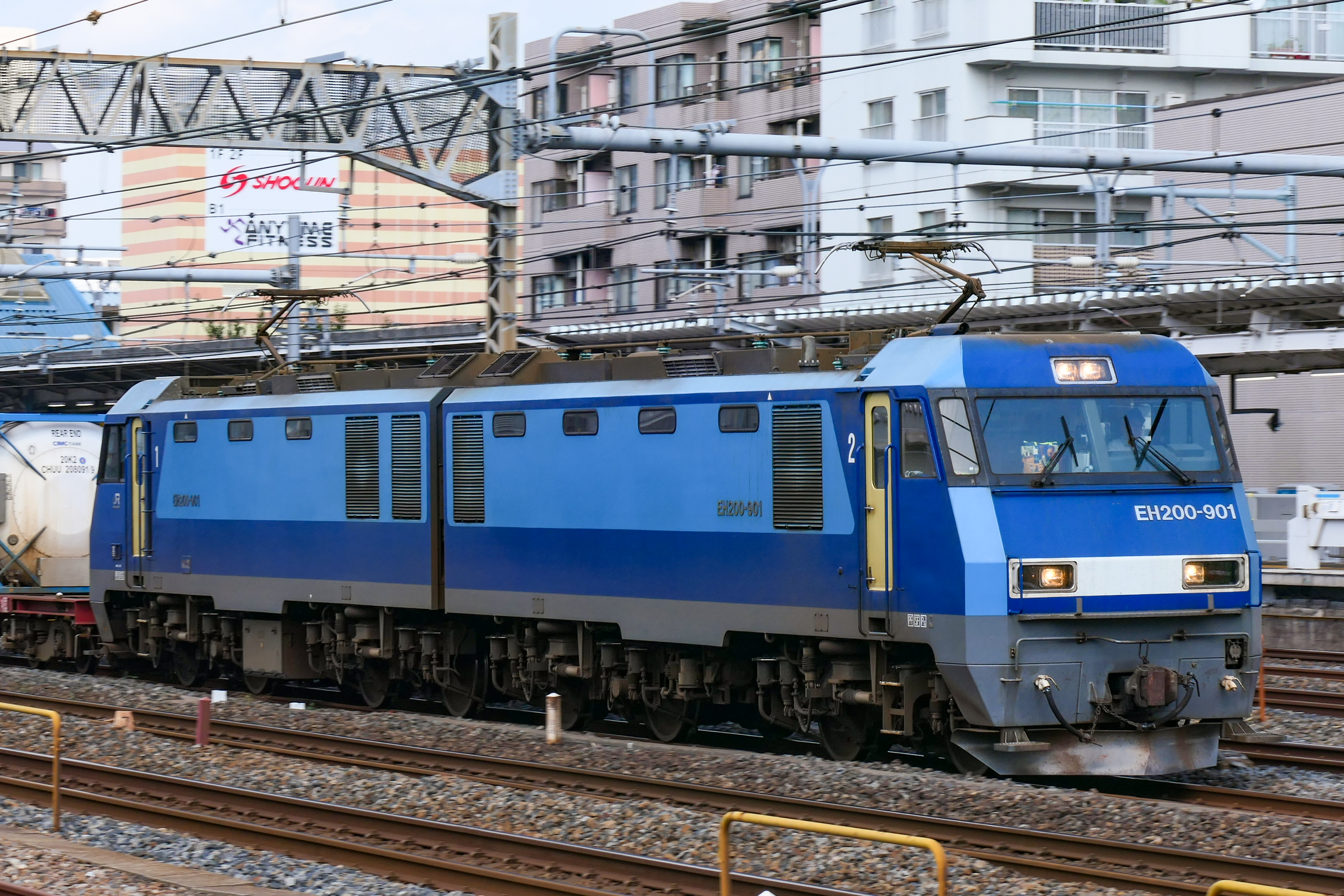
ロゴが消去された901号機（2022年9月）

### 量産機（1号機 - 24号機）
2003年3月から2011年にかけて製造された量産機で、2003年4月20日より営業運転に投入されている。
基本性能や機器類・車体寸法に大きな変更はないが、以下の点で変更がある。
- 正面窓のセンターピラーをなくし、サイドピラーの幅を縮小[10]
- 正面窓上部へ雨樋を設置、ワイパーの形状変更（リンク式→扇ふき式）[10]
- ヘッドマーク金具の設置位置変更[10]
- 連結器の解放テコ形状変更とカバーを設置[10]
- 前面窓下のライトケース上部に手すりを設置、スカート左右に足かけを増設[10]
- 運転台計器盤の塗装（塗り分け）変更とEB装置のリセットボタンなど、レイアウトの一部変更[10]
- 機器室内の主送風機は低騒音形に変更[10]
- パンタグラフはシングルアーム式のFPS-4A形で、空気上昇式に変更[10]

車体側面向かって右側に「Blue Thunder」の愛称ロゴが、左側にJRFロゴが描かれる。
側面のナンバー表示は、向かって右側のものが助士席側窓下に移された。
試作機同様、屋根上GPSアンテナと車体側面のJRFロゴの消去が進められている。

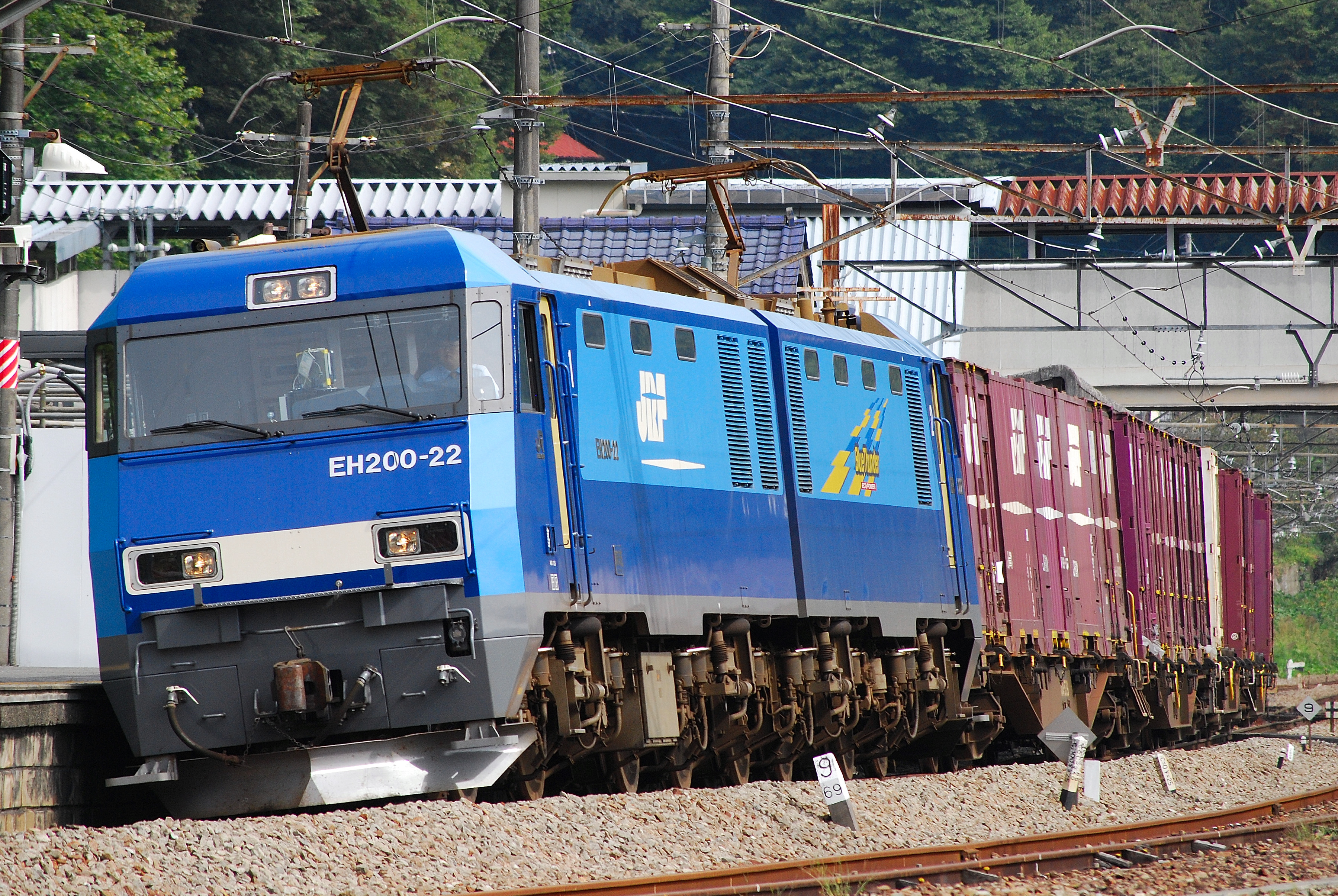
22号機（2010年10月）
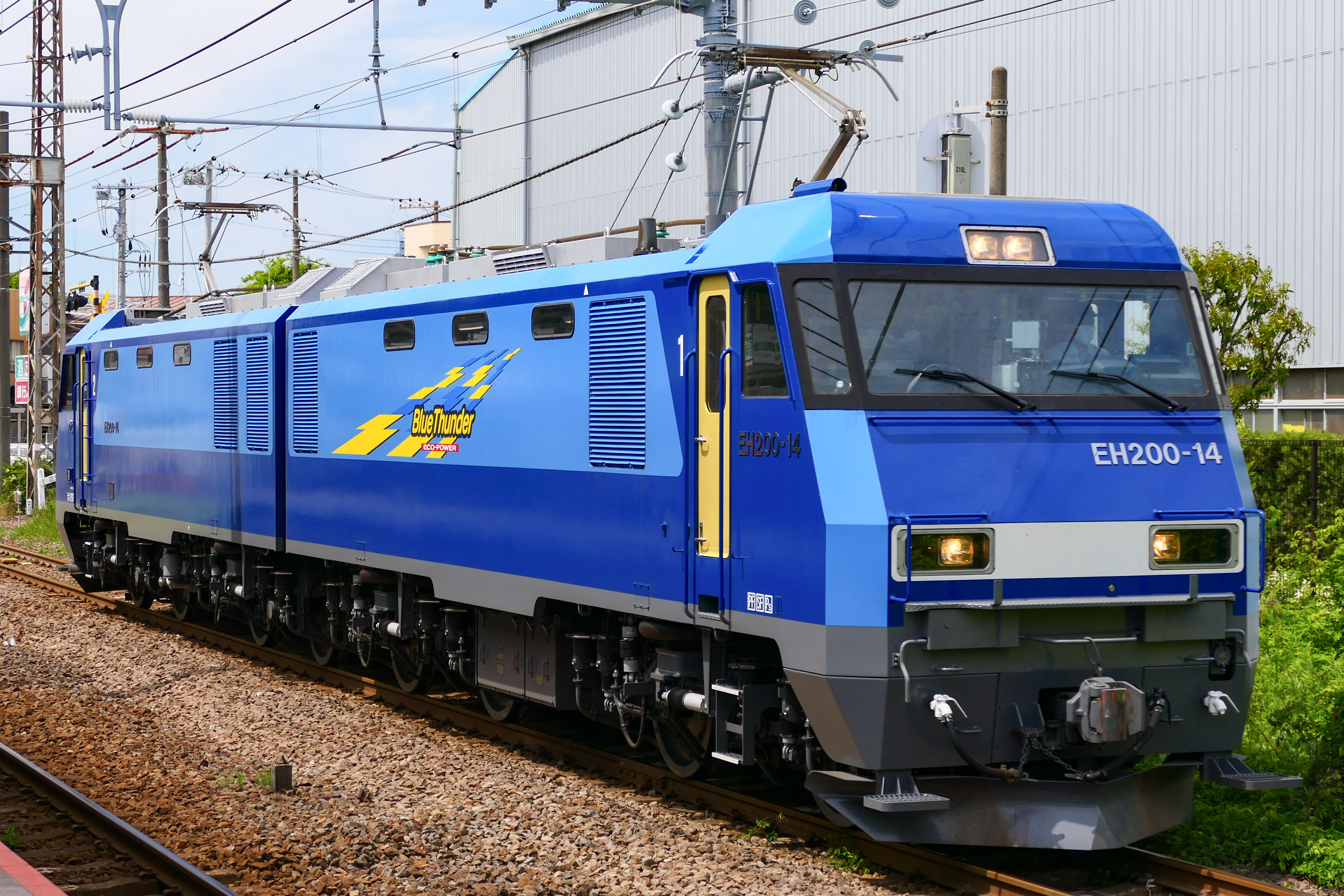
14号機（2023年5月）
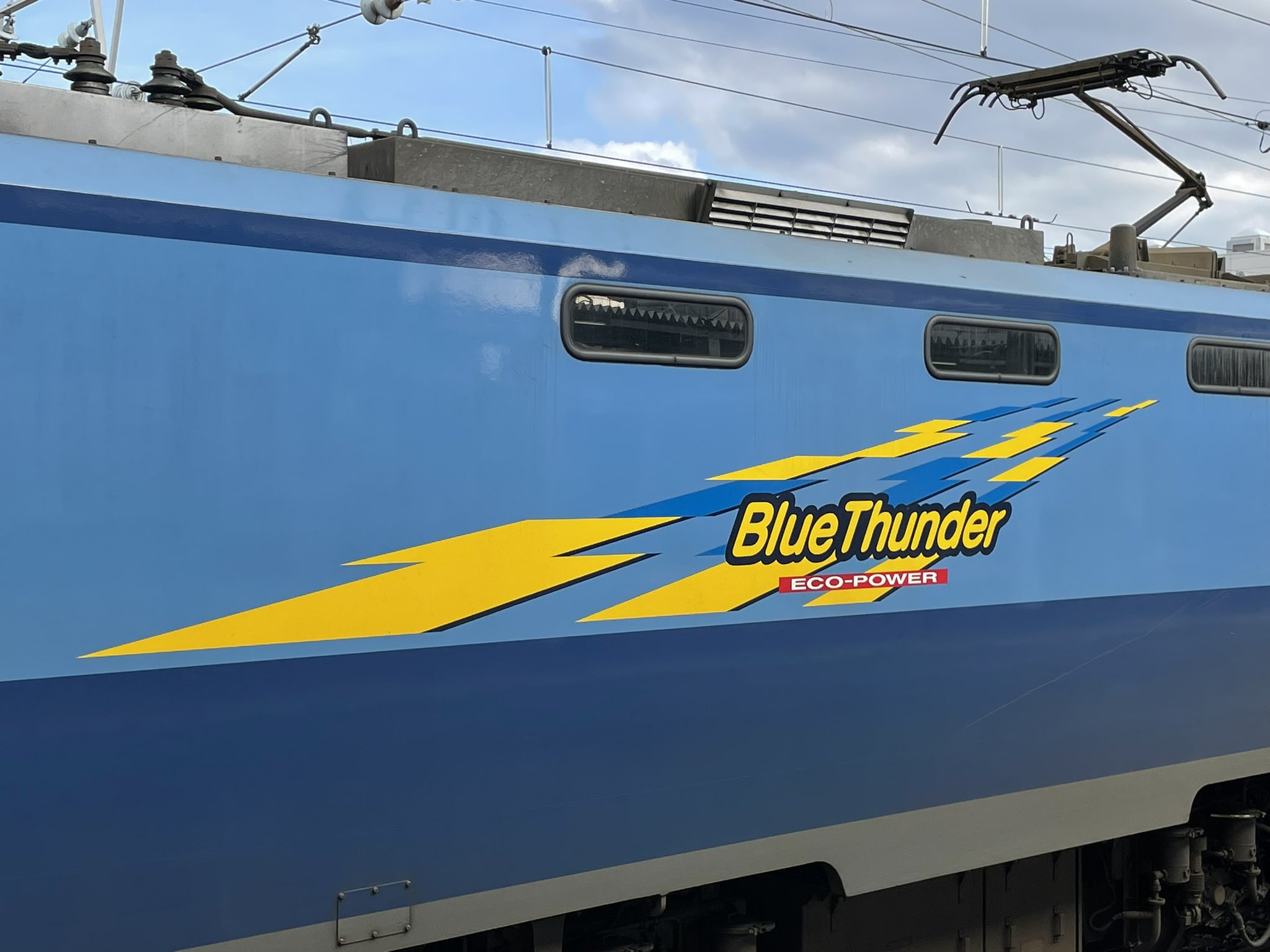
「Blue Thunder」ロゴマーク

## 運用
量産機は勾配対策の問題が判明し、2004年3月落成の5号機で製造が一時中断されたが、CPU変更・砂箱増設などの対策が施され、同年12月に製造が再開されている。
本形式は全機が高崎機関区に配置され、塩尻機関区篠ノ井派出のEF64形重連運用を順次置き換え、2008年3月ダイヤ改正で全列車の置換えが完了した。さらに2012年3月改正では中央東線での運用が本形式に統一された。中央東線・篠ノ井線およびしなの鉄道線内で石油専用貨物列車を中心に運用されるほか、高崎機関区への入出区に際して倉賀野駅→川崎貨物駅・根岸駅→岡部駅などの運用もある。2000年代に入ってから設定が増加しているタキ1000形タンク車で組成された最高速度95km/hの高速石油列車への充当も多い。
2009年3月14日のダイヤ改正より上越線へ運用を拡大し、高崎機関区のEF64形1000番台に代わって一部貨物列車の仕業を受け持つようになった。また2010年3月のダイヤ改正より上越線の運用は本形式のみの運用となった。上越線運用では、高崎操車場での機関車交換を行わず、本形式が隅田川駅 ・東京貨物ターミナル駅 - 南長岡駅・ 新潟貨物ターミナル駅間を直通する運用がある。
製作実績は2006年度から2009年度まで毎年度3両、2010年度は2両が製造された。2013年4月現在、試作機のほか量産機が24号機まで製造されている。2022年3月12日のダイヤ改正で、中央西線へ運用が拡大した。